# Municipio de St. James (Míchigan)
El municipio de St. James (en inglés: St. James Township) es un municipio ubicado en el condado de Charlevoix en el estado estadounidense de Míchigan. En el año 2010 tenía una población de 365 habitantes y una densidad poblacional de 0,45 personas por km².

## Geografía
El municipio de St. James se encuentra ubicado en las coordenadas 45°48′40″N 85°36′42″O / 45.81111, -85.61167. Según la Oficina del Censo de los Estados Unidos, el municipio tiene una superficie total de 818.19 km², de la cual 52,7 km² corresponden a tierra firme y (93,56 %) 765,49 km² es agua.

## Demografía
Según el censo de 2010, había 365 personas residiendo en el municipio de St. James. La densidad de población era de 0,45 hab./km². De los 365 habitantes, el municipio de St. James estaba compuesto por el 95,89 % blancos, el 2,47 % eran amerindios, el 0,27 % eran de otras razas y el 1,37 % eran de una mezcla de razas. Del total de la población el 1,37 % eran hispanos o latinos de cualquier raza.